# العمارة العمانية التقليدية
العمارة العمانية التقليدية؛ هي أنماط البناء في عُمان، وقسمت بحسب وظيفتها إلى ثلاثة أقسام رئيسة هي: العمارة المدنية والعمارة الدينية والعمارة التحصينية أو الدفاعية، ويتفرع منها: المنشآت التي تطورت عبر الزمن لتخدم الغاية التي أنشئت من أجلها. وقد تأثرت العمارة العمانية بعاملين هما: المحيط الداخلي والمحيط الخارجي الناتج من التفاعل الاجتماعي والثقافي والجعرافي مع الدول الأخرى.

## العوامل المؤثرة في العمارة العُمانية
من العوامل المؤثرة في العمارة هي المحتوى البيئي والبشري المحلي، وهي كالآتي: 
- استغلال المواد الطبيعية مثل: الطين والحجارة والرمال والأخشاب والقش ومخلفات النخيل والنارجيل في بناء مختلف أنواع المباني.
- التنوع الجغرافي: إيجاد نظم بيئية ومعيشية مختلفة، انعكست على تخطيط الوحدات.
- طبوغرافية الموضع: أثرت في تحديد مواقع المباني وتخطيطها.
- العامل الثقافي والاجتماعي مثل: العادات والتقاليد ظهرت في تخطيط المساجد ومراعاة حرمة البيوت المحيطة.
- الظروف السياسية: ساهمت في نشوء وتطور أنماط معمارية دفاعية.[1][2]

### تأثير التفاعلات مع البيئات الخارجية
نشأالتأثير من التفاعل الاجتماعي والثقافي والجغرافي غير العماني سواءً كان سلميًا كالهجرة والتجارة مع الهند وشرق أفريقيا أو كان مفروضًا مثل الاستعمار البرتغالي والفارسي إذ توجد تأثيرات يمنية في سمهرم والبليد وهندية وشرق إفريقية في إبراء ومسقط، وتأثيرات هرمزية في قلهات، وبرتغالية في قلعتي الجلالي والميراني بمسقط.

## العمارة المدنية
العمارة المدنية هي منشآت تبني لخدمة أغراض السكن والمعيشة مثل: الأفلاج والزاجرات والأسواق والمدارس والمكتبات والسبلة.

### أنماط العمارة المدنية
تطورت أنماط العمارة المدنية مع تطور الإنسان والصناعة وتواصل العماني مع الثقافات الأخرى عبر العصور.
- الكهوف في العصور الحجرية.
- المساكن شبه الدائرية بسيطة التكوين في حقب تاريخية لاحقة للعصور الحجرية.
- البيوت الطينية في العصر البرونزي.
- أنماط سكنية أكثر تعقيدًا مع تطور فنون العمارة.[1][2]

## العمارة الدينية
العمارة الدينية هي منشآت الإقامة الشعائر الدينية، وظهرت الثقافة الإسلامية في تخطيط المساجد وزخرفتها ومراعاة حرمة الجوار مع ما يتوافق وتعاليم الدين الإسلامي، وتُعد المقابر أقدم الأدلة على العمارة الدينية، حيث يرجع أقدمها إلى الألف الخامس قبل الميلاد، وتوجد في موقع رأس الحمراء في القرم بولاية بوشر.

### أنماط العمارة الدينية
يمكن تقسيم العمارة الدينية إلى:
- أنماط تعبدية مثل: الجوامع والمساجد ومساجد العباد، ومصليات الأعياد.
- أنماط جنائزية مثل: المقابر.
- أنماط تعليمية مثل: الكتاتيب والمدارس لتدريس العلوم الدينية
- أنماط وقفية مثل: المجالس العامة.[1]

## العمارة الدفاعية
العمارة الدفاعية تضم المنشآت التي بنيت لتأمين سلامة القاطنين والحفاظ على أرواحهم وممتلكاتهم، وتتمثل في الأبراج والقلاع والحصون والأسوار والحارات المحصنة.

### أنماط العمارة الدفاعية
- الأبراج الدفاعية: وهي إما أن تكون مستقلة أو متصلة بمبنى آخر وتبنى فوق أماكن مرتفعة لتسهيل مهمتها في الدفاع عن الحارة والأفلاج والمزارع.
- القلاع والحصون: وتضم مع الأبراج أيضًا وحدات مدنية ودينية للإدارة والسكن والطبخ والشورى والصلاة والتعليم والتخزين وتربية الحيوان.[1][2]